# Pyréneste ponceau
Pyrenestes ostrinus
Espèce
Statut de conservation UICN

 LC  : Préoccupation mineure
Le Pyréneste ponceau (Pyrenestes ostrinus) est une espèce de passereaux d'Afrique tropicale appartenant à la famille des Estrildidae.

## Répartition
On le trouve en Angola, Bénin, Burundi, Cameroun, République centrafricaine, République du Congo, République démocratique du Congo, Côte d'Ivoire, Gabon, Ghana, Guinée, Guinée équatoriale, Liberia, Mali, Nigeria, Ouganda, Rwanda, Sierra Leone, Soudan, Tanzanie et Togo.